# Северный обход Калуги
Северный обход Калуги — автомобильная дорога категории I-б, позволяющая транзитному автотранспорту совершать обход Калуги с севера, на участке Анненки — Жерело. Дорога сдана в эксплуатацию 16 сентября 2022 года. 

## Характеристики
Протяженность дороги составляет 21,7 километра.
- Северный обход Калуги на всём своём протяжении имеет четыре полосы движения шириной 3,75 м.
- Расчётная скорость движения составляет 120 км/ч.
- Проектом предусмотрено и построено:
  - шесть разноуровневых развязок,
  - три моста через реки:
    - Яченка,
    - Терепец и
    - Каменка длиной 356,08 п.м,

  - семь путепроводов, суммарная длина 847,9 п.м.,
    - первый из них, находящийся неподалёку от деревни Большая Каменка[5],
      - проходит над железной дорогой линии Калуга — Тихонова Пустынь
      - и, одновременно, является мостом над рекой Каменка.
      - Его длина: 312 метров.

Трасса обеспечит поперечный транзитный коридор между федеральными трассами М-3 «Украина», Р-132 «Калуга–Тула–Михайлов–Рязань» и Р-92 «Калуга–Перемышль–Белёв–Орёл».

### Прилегающие населённые пункты
- Анненки
- Большая Каменка
- Горенское
- Жерело
- Матюнино
- Муратовский щебзавод
- п. Новый
- с. Рожки

## История
Работы произведены в рамках национального проекта «Безопасные и качественные автомобильные дороги».
- 2019 год — началось строительство обхода Калуги на участке от Анненок до Жерело.
- Строительство Северного обхода Калуги намечено завершить досрочно в 2021 году[6].
  - Дорога сдана в эксплуатацию 16 сентября 2022 года[2].

### Строительство
- К концу 2020 года было заасфальтировано около 11 километров Северного обхода Калуги.
- Вначале в СМИ отмечалось некоторое отставание по срокам.

В рамках реализации нацпроекта в Калужской области устанавливаются посты автоматического весогабаритного контроля. Всего их должно быть смонтировано семь. Два первых уже работают — на автодороге Калуга- Медынь, в районе деревни Каравай Дзержинского района и в самом городе Медынь. В тестовую эксплуатацию запущены два поста на трассе Калуга - Таруса - Серпухов в Тарусском и Ферзиковском районах; два — появятся до конца этого года в районе Обнинска. Ещё один пока только проектируется, его разместят в Боровском районе.

### Перспективы
Реализация проекта позволит создать в будущем кольцевую автомобильную дорогу вокруг Калуги; её протяженность будет 83,7 километра; с интенсивностью транспортного потока до 40 000 автомобилей в сутки.